# Alterosa
Alterosa es un municipio brasileño del estado de Minas Gerais. Se localiza en los márgenes del Lago de Furnas y pertenece a la región administrativa de Alfenas/Varginha, en el sur de Minas. Su población recensada en 2010 era de 13.714 habitantes.
La sede del municipio se encuentra a 21°14′45″ de latitud sur y 46°8′30″ de longitud oeste, en la región sur del Estado de Minas Gerais. Posee una superficie de 367 km² y pertenece a la Asociación de los Municipios de la Microrregión de la Baja Mogiana, con sede en Guaxupé. 